# Ophélia
Ophélia és una pel·lícula dirigida per Claude Chabrol el 1963.

## Argument
Yvan és un jove que acaba de perdre el seu pare. Claudia, la seva mare, es casa llavors en segones noces amb Adrien, el germà del seu marit. Aquest s'instal·la en l'àmbit familiar. Yvan, enterbolit per la mort del seu pare, no aconsegueix admetre aquest matrimoni. Es perd una mica en un món imaginari que el porta a creure que la seva mare i el seu oncle Adrien són a l'origen de la mort del seu pare. L'oncle Adrien, acusat per Yvan, cau malalt de sobte i es mor. Per desgràcia per a Yvan que s'assabenta que Adrien era el seu verdader pare...

## Repartiment
- André Jocelyn, Yvan Lesurf
- Alida Valli, Claudia Lesurf
- Claude Cervan, Adrien
- Jean-Louis Maury, Sparkos
- Juliette Maynier, Lucie
- Robert Burnier, André Lagrange
- Sacha Briquet
- Pierre Vernier, Paul
- Serge Bento, François
- László Szabó
- Dominique Zardi, un guardià
- Liliane David, Ginette

## Anècdotes
En aquesta pel·lícula, Claude Chabrol ret homenatge a Hamlet de William Shakespeare, per al seu univers en el qual l'heroi de la pel·lícula, Yvan, intenta refugiar-se per eludir el món real.